# Seta Knop
Seta Knop, slovenska leksikografka, literarna zgodovinarka, prevajalka, knjižničarka * 1960, Ljubljana.
Knopova je leta 1986 diplomirala iz primerjalne književnosti in sociologije na Filozofski fakulteti Univerze v Ljubljani. Kasneje je delala kot urednica za leksikografijo in prevodno humanistiko pri Cankarjevi založbi. Od leta 2001 vodi knjižnico Oddelka za primerjalno književnost in literarno teorijo na Filozofski fakulteti in je aktivna članica Društva slovenskih književnih prevajalcev. Prevaja predvsem sociološka, zgodovinska, filozofska ter kulturološka dela.